# Хрусцина-Опольска
Хрусцина-Опольска (пол. Chróścina Opolska) — остановочный пункт в селе Хрусцина (пол. Chróścina) в гмине Домброва, в Опольском воеводстве Польши. Имеет 2 платформы и 2 пути.
Остановочный пункт на железнодорожной линии Бытом — Ополе — Бжег — Вроцлав построен в 1925 году, когда село Хрусцина было в составе Веймарской республики.
Названия пункта изменились: Райзерн (нем. Reisern) с 1925 года, Вржосек (пол. Wrzosek) с 1945 года, нынешнее название с 1947 года.